# GrubSon
Tomasz Iwańca (Rybnik, Polònia, 28 de gener de 1986) conegut artísticament com a GrubSon és un cantant de reggae, rap i hip-hop i compositor polonès.
Iwańca va començar la seva carrera artística a la fi dels anys 90. Era cantant en els grups 3oda Kru, Siła-Z-Pokoju i Super Grupa. L'any 2009 va sortir el seu primer àlbum titulat O.R.S. GrubSon treballava amb grups i cantants polonesos com: East West Rockers Sound System, Junior Stress, Miodu & Frenchman, Abrabad, Natural Dread Killaz, DJ FEEL-X, Rahim, Ras Luta, Dreadsquad o DonGURALesko.

## Biografia
Tomasz Iwańca es va interessar en el hip-hop en la segona meitat dels anys 90. del segle xx gràcies el seu germà, qui era un local organitzador de festes. Entre els anys 1997 i 1998 va començar a treballar amb el grup Po-3na Różnica. En aquest temps com a principiant feia i gravava les seves composicions en un equipatge no professional. Dos anys després, quan Jaco va entrar al grup, van agafar el nom de "Czwarta zmiana" (en polonès "Quart torn" o "Quart canvi"). L'any 2001 va sortir la seva composició "Przez cały czas" (en polonès "Durant tot el temps"). Poc després el grup va parar d'existir.
L'any 2002, Grubson amb els amic Zorza i Ario va fer el grup "Wolość Słowa z GRF". Els creadors les seves composicions les feien en un ordinador en condicions domèstiques. També l'any 2002 va sortir la seva única composició titulada "Wolność słowa" (en polonès "Llibertat de paraula"). A més Grubson va fer una cançó titulada "N.O.C", que no va sortir oficialment a la venda. La composició creada només pel cantant està situada als estils de música com hip-hop i dancehall. Mentrestant el raper va treballar amb ZyebOneKilla formant el duet 2G. Poc després el cantant va treballar amb el grup Bezkres amb quin va formar "Wspólny Mianownik Sound System". Gràcies a les cançons "Bilet" o "Witamy na śląsku" enviades al seu fòrum l'any 2006, GrubSon va començar a treballar amb el productor de música MMF.
L'any 2007, després de guanyar el concurs del tercer disc de Magiery i L.A., Grubson va fer una cançó pel disc Kodex 3: Wyrok, la qual era la cançó principal d'aquest. A més, per aquesta cançó es va fer un vídeo amb els cantants DonGURALesko i Fokus. El 19 d'agost de 2009, amb la gran ajuda de MaxFloRec va sortir el seu àlbum solista titulat O.R.S.. El disc va ser gravat durant deu dies a l'Estudi "Kontrabanda" a Varsòvia amb ajuda del realitzador conegut com a Mista Pita. L'àlbum va ser promogut durant els concert a Cracòvia, Zielona Góra, Tczew i Gdańsk, entre d'altres.

## Discografia

### Àlbums solitaris
- N.O.C., 2002[4] (no oficial)
- Siła-Z-Pokoju Mixtape 1 (mixtape), 2009[4] (no oficial)
- O.R.S., 2009[4]
- Spiesz się powoli, 2009[4]
- Coś więcej niż muzyka, 2011[7]
- Gruby brzuch, 2012[8]
- Holizm, 2015

### Altres
W.S.quad - Wolość słowa, 2002 (no oficial)
3oda Kru - Parchastyczny Mikstejp, 2009